# Tricherie (biologie)
La tricherie biologique ou écologique est un terme utilisé en écologie comportementale et en éthologie pour décrire le comportement par lequel des organismes reçoivent un avantage au détriment d'autres organismes. C'est un phénomène courant dans de nombreuses relations mutualistes et altruistes. Un tricheur est un individu qui, dans le cadre d'une interaction biologique ou écologique, ne coopère pas (ou coopère moins que sa juste part) mais qui peut potentiellement bénéficier de l'action des autres coopérateurs. Les tricheurs sont également ceux qui utilisent des ressources communes de façon "égoïste" pour maximiser leur valeur sélective individuelle aux dépens d'un groupe. La sélection naturelle favorise la tricherie, mais il existe des mécanismes pour la réguler.

## Modèles théoriques
Les organismes communiquent et coopèrent dans le but de pouvoir exécuter un large éventail de comportements. Le mutualisme, ou interactions mutuellement bénéfiques entre espèces, est courant dans les écosystèmes. Ces interactions peuvent être considérées comme des "marchés biologiques" dans lesquels les espèces offrent à leurs partenaires des biens ou ressources (public goods en anglais) qui leur sont relativement peu coûteux à produire, et reçoivent en retour des biens plus coûteux, voire impossibles à produire par elles-mêmes. Cependant, ces systèmes offrent des opportunités d'exploitation par des individus qui peuvent obtenir des ressources sans rien en retour. Les exploiteurs peuvent prendre plusieurs formes : des individus en dehors d'une relation mutualiste qui obtiennent une ressource d'une manière qui ne confère aucun avantage aux mutualistes ; des individus qui reçoivent des avantages d'un partenaire mais qui ont perdu la capacité d'en donner en retour ; ou encore des individus qui ont l'option de se comporter de manière mutualiste envers leurs partenaires mais ont choisi de ne pas le faire.
Les tricheurs, qui ne coopèrent pas mais bénéficient d'autres individus qui coopèrent, acquièrent un avantage concurrentiel. Dans un contexte évolutif, cet avantage concurrentiel fait référence à une plus grande capacité à survivre ou à se reproduire. Si les individus qui trichent peuvent obtenir des avantages en termes de survie et de reproduction sans encourir de coûts, la sélection naturelle devrait favoriser les tricheurs. Qu'est-ce qui empêche alors les tricheurs de saper les systèmes mutualistes ? Un des principaux facteurs est que les avantages de la triche dépendent souvent de la fréquence à laquelle celle-ci se produit. La sélection dépendante de la fréquence se produit lorsque l'aptitude d'un phénotype dépend de sa fréquence par rapport aux autres phénotypes d'une population. Les phénotypes tricheurs affichent souvent une sélection négative en fonction de la fréquence, où la valeur sélective (fitness) augmente à mesure qu'un phénotype devient moins courant et vice-versa. En d'autres termes, les tricheurs réussissent mieux lorsqu'ils sont relativement peu nombreux (en termes d'avantages évolutifs tels qu'une survie et une reproduction accrues), mais à mesure que les tricheurs deviennent plus abondants, ils sont désavantagés.
Par exemple, dans les colonies d'Escherichia coli, il existe des "tricheurs" sensibles aux antibiotiques qui persistent en faible nombre sur des milieux contenant des antibiotiques lorsqu'ils se trouvent dans une colonie coopérative. Ces tricheurs profitent de l'avantage que d'autres individus produisent des agents résistants aux antibiotiques tout en n'en produisant pas eux-mêmes. Cependant, à mesure que le nombre de tricheurs augmente, s'ils persistent à ne pas produire eux-mêmes l'agent de résistance, ils sont plus susceptibles d'être affectés négativement par le substrat antibiotique car il y a moins d'agent de résistance pour protéger tout le monde. Ainsi, les tricheurs peuvent persister dans une population car leur comportement d'exploitation leur donne un avantage dans le cas où existent à des fréquences (nombre d'individus) basses, mais ces bénéfices sont diminués lorsqu'ils sont plus nombreux.
D'autres ont proposé que la tricherie (comportement d'exploitation) puisse stabiliser la coopération dans les systèmes mutualistes,. Dans de nombreux systèmes mutualistes, ceux qui coopèrent bénéficieront de rétroactions. Par exemple, la forme physique des deux partenaires peut être améliorée. S'il y a une récompense élevée ou de nombreux avantages pour l'individu qui a initié le comportement coopératif, le mutualisme doit être sélectionné. Lorsque les chercheurs ont étudié la co-évolution de la coopération et du choix dans un hôte sélectif et son symbiote (un organisme qui vit dans une relation qui profite à toutes les parties impliquées), leur modèle a indiqué que, bien que le choix et la coopération puissent être initialement sélectionnés positivement, cela se révélerait souvent instable. En d'autres termes, un partenaire coopératif choisira un autre partenaire coopératif s'il en a le choix. Cependant, si ce choix est répété à plusieurs reprises, la variation est supprimée et cette sélection ne peut plus être maintenue. Cette situation est similaire au paradoxe lek dans le choix des femelles. Dans cet exemple du paradoxe de lek, si les femelles choisissent systématiquement un caractère masculin particulier, la variance génétique pour ce caractère devrait finalement être éliminée, supprimant les avantages conférés par le choix de ce caractère. Cependant, ce choix persiste d'une certaine manière malgré tout.
Qu'est-ce qui maintient la variabilité génétique face à la sélection pour le mutualisme (comportement coopératif) ? Une théorie est que la tricherie maintient cette variation génétique. Une étude montre qu'un petit afflux d'immigrants ayant tendance à moins coopérer peut générer suffisamment de variabilité génétique pour stabiliser la sélection pour le mutualisme. Cela suggère que la présence d'individus exploiteurs, autrement connus sous le nom de tricheurs, contribue à une variation génétique suffisante pour maintenir le mutualisme lui-même. Cette théorie et la théorie négative dépendante de la fréquence suggèrent que la tricherie existe dans le cadre d'une stratégie évolutive mixte stable avec le mutualisme. En d'autres termes, la tricherie est une stratégie stable utilisée par les individus dans une population où de nombreux autres individus coopèrent. Une autre étude soutient que la tricherie peut exister en tant que stratégie mixte avec mutualisme en utilisant un modèle de jeu mathématique. Ainsi, la tricherie peut survenir et se maintenir dans les populations mutualistes.

## Exemples

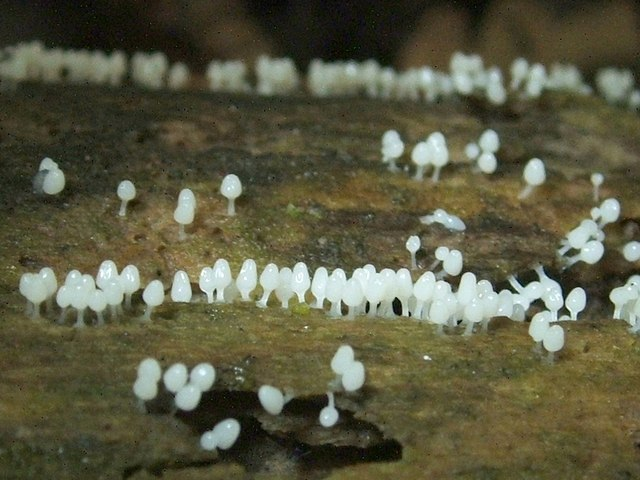
Organes de fructification des moisissures visqueuses.

Les études sur la tricherie et la communication "malhonnête" (faire croire aux autres que l'on a telle capacité alors que ce n'est pas le cas, par exemple) dans les populations supposent un système d'organismes qui coopèrent. Sans une population collective dans laquelle on trouve des voies de signalisation et où les individus interagissent entre eux, des comportements comme la tricherie ne se manifestent pas. En d'autres termes, pour étudier le comportement de triche, un système modèle qui s'engage dans la coopération est nécessaire. Parmi les organismes modèles qui donnent un aperçu de la tricherie, on peut citer l'amibe sociale Dictyostelium discoideum,, ; les insectes eusociaux, tels que les fourmis, les abeilles et les guêpes ; et les interactions interspécifiques (entre espèces différentes) trouvées dans les mutualismes de type nettoyage : on peut citer en exemple les poissons nettoyeurs tels que les labres et les gobies, et certaines crevettes nettoyeuses.

### ChezDictyostelium discoideum
Dictyostelium discoideum est un organisme modèle couramment utilisé dans l'étude de la coopération et du développement de la multicellularité. Ces espèces d'amibes se trouvent le plus souvent dans un état unicellulaire haploïde, se nourrissent de façon indépendante et subissent une reproduction asexuée. Cependant, lorsque la rareté des sources de nourriture provoque la famine des cellules individuelles, environ 10⁴ à 10⁵ cellules s'agrègent pour former une structure multicellulaire mobile surnommée "limace" (slug en anglais). Dans la nature, ces agrégats contiennent généralement plusieurs génotypes, ce qui entraîne des mélanges chimériques. Contrairement aux agrégats clonaux (génétiquement identiques) que l'on trouve généralement dans les organismes multicellulaires, le potentiel de compétition existe dans les agrégats chimériques,. Par exemple, du fait que les individus dans l'agrégat contiennent des génomes différents, les différences de forme physique peuvent entraîner un conflit d'intérêts au sein des cellules de l'agrégat, où différents génotypes pourraient potentiellement être en compétition pour les ressources et la reproduction. Chez Dictyostelium discoideum, environ 20% des cellules de l'agrégat deviennent mortes pour former la tige d'un corps fructifère (fruiting body). Les 80% de cellules restantes deviennent des spores dans le sore du corps fructifère, qui peuvent germer à nouveau lorsque les conditions sont plus favorables . Dans ce cas, 20% des cellules doivent abandonner la reproduction pour que le corps fructifère se forme avec succès. Cela rend les agrégats chimériques de Dictyostelium discoideum vulnérables à la "tromperie" de la part des individus qui profitent du comportement reproducteur sans en payer le juste prix. En d'autres termes, si certains individus ont tendance à devenir une partie plus fréquente du sore, ils peuvent bénéficier davantage du système du corps fructifère sans sacrifier leurs propres opportunités de se reproduire. Le comportement de triche chez D. discoideum est bien établi, et de nombreuses études ont tenté d'élucider les mécanismes évolutifs et génétiques sous-jacents à ce comportement. Le fait d'avoir un génome de 34 Mb qui est complètement séquencé et bien annoté fait de D. discoideum un modèle utile pour étudier les bases génétiques et les mécanismes moléculaires de la tricherie et, dans un sens plus large, l'évolution sociale.

### Chez les insectes eusociaux
Les insectes eusociaux sont également des outils précieux pour étudier la tricherie. Les insectes eusociaux se comportent en coopération, où les membres de la communauté renoncent à la reproduction pour aider une poignée d'individus seulement à se reproduire. De tels systèmes modèles ont le potentiel de provoquer des conflits d'intérêts entre les individus, et donc aussi de se produire de la tricherie,. Les insectes eusociaux de l'ordre des hyménoptères, qui comprennent les abeilles et les guêpes, présentent de bons exemples de conflits d'intérêts présents dans les sociétés d'insectes. Dans ces systèmes, les reines abeilles et guêpes peuvent s'accoupler et pondre des œufs fécondés qui éclosent en femelles. D'un autre côté, les ouvrières de la plupart des espèces d'hyménoptères peuvent produire des œufs, mais ne peuvent pas produire d'œufs fécondés en raison de la perte de leur capacité d'accouplement. Les ouvrières qui pondent des œufs représentent un coût pour la colonie car en pondant elles produisent souvent beaucoup moins de travail, et ont donc un impact négatif sur la santé de la colonie (par exemple, diminution de la quantité de nourriture collectée, ou moins d'attention accordée à l'entretien des œufs de la reine). Dans ce cas, un conflit d'intérêts survient entre les ouvrières et le reste de la colonie. Les ouvrières doivent pondre des œufs afin de transmettre leurs gènes ; cependant, en tant que colonie, le fait que seule la reine se reproduise entraîne une meilleure productivité. Si les ouvrières cherchaient à transmettre leurs propres gènes en pondant des œufs, les activités de recherche de nourriture diminueraient, entraînant une diminution des ressources pour toute la colonie. Cela, à son tour, peut provoquer une tragédie des biens communs où un comportement égoïste conduit à l'épuisement des ressources, ce qui provoque des conséquences négatives à long terme pour le groupe. Cependant, dans les sociétés d'abeilles et de guêpes que l'on trouve dans la nature, seulement 0,01 à 0,1% et 1% respectivement des ouvrières pondent des œufs, ce qui suggère qu'il existe des stratégies de lutte contre la tricherie pour prévenir la tragédie des biens communs . Ces sociétés d'insectes ont donné aux scientifiques la possibilité d'étudier des stratégies qui contrôlent la triche. De telles stratégies sont communément appelées stratégies de "maintien de l'ordre", et prennent généralement la forme de coûts supplémentaires imposés aux tricheurs pour décourager ou éliminer les comportements de tricherie. Par exemple, les abeilles et les guêpes peuvent manger des œufs produits par les ouvrières. Chez certaines espèces de fourmis et guêpes jaunes, le maintien de l'ordre peut se matérialiser par l'agression ou l'élimination d'individus pondeurs afin de minimiser la tricherie.

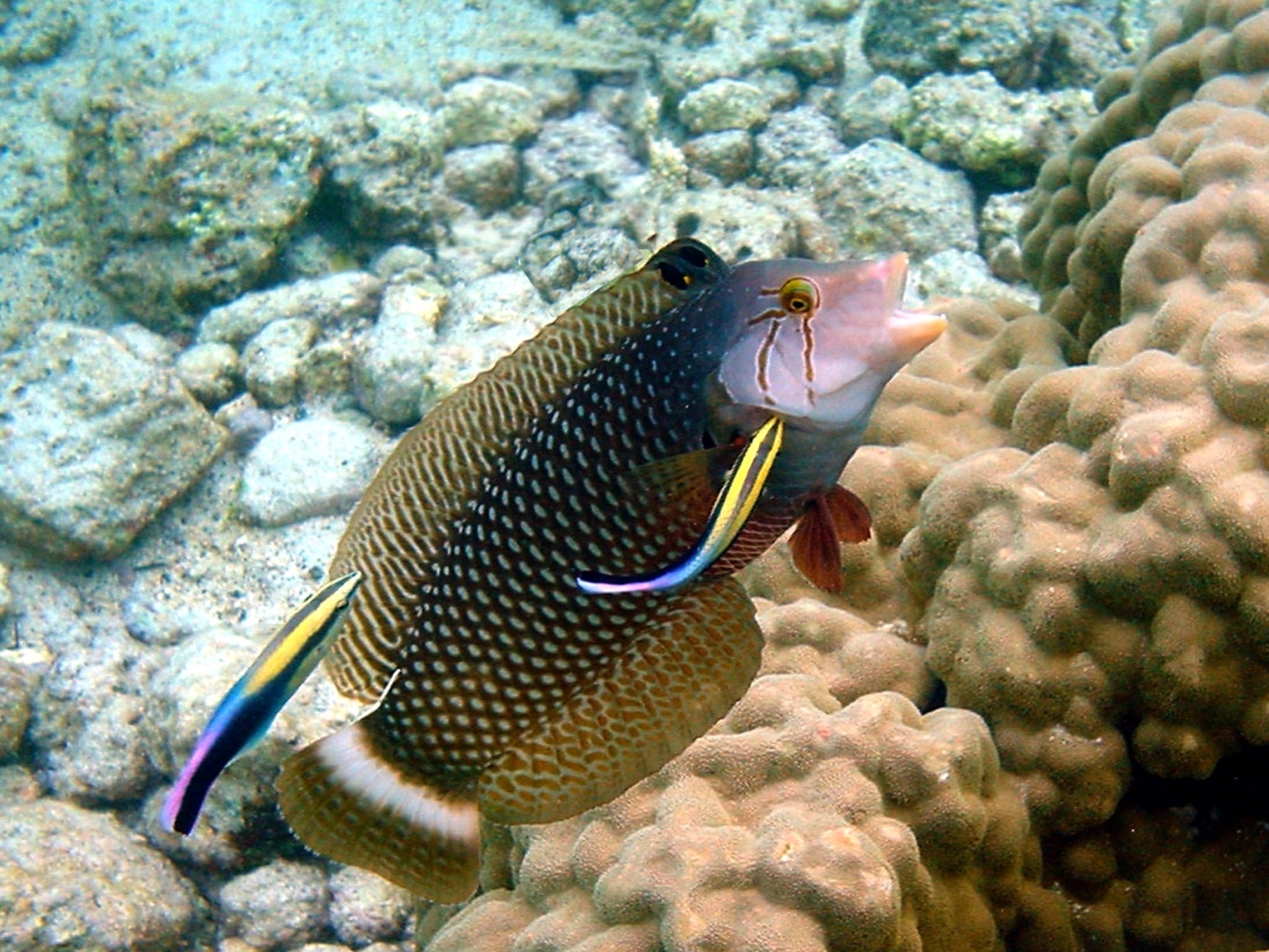
Poisson nettoyé par de plus petits poissons nettoyeurs (ici des labres) sur les récifs hawaïens.

### Dans les mutualismes de type nettoyage
Le nettoyage symbiotique qui se développe entre les petits et les plus grands organismes marins est souvent utilisé comme modèle utile pour étudier l'évolution des interactions sociales stables et la tricherie. Chez le poisson nettoyant Labroides dimidiatus (napoléon nettoyant), comme chez de nombreuses espèces nettoyantes, le poisson client cherche à faire retirer ses ectoparasites par les nettoyeurs. Dans ces situations, au lieu de retirer les parasites à la surface du poisson client, le nettoyeur peut tricher en se nourrissant des tissus du client (couche de mucus, écailles, etc), bénéficiant ainsi d'un avantage supplémentaire du système symbiotique. Il a été bien documenté que les nettoyeurs se nourrissent de mucus lorsque leurs clients sont incapables de contrôler le comportement du nettoyeur ; cependant, dans les milieux naturels, les poissons clients se secouent régulièrement, chassent les nettoyeurs tricheurs, ou mettent fin aux interactions de la natation, contrôlant ainsi efficacement le comportement de triche ,. Les études sur les nettoyages symbiotiques suggèrent généralement que le comportement de triche est souvent ajusté en fonction de l'espèce cliente. Chez les crevettes nettoyantes, la tricherie devrait se produire moins souvent parce que si les clients utilisent l'agression pour contrôler le comportement du nettoyeur, cela représente un coût plus élevé pour les crevettes (plus fragiles que les poissons). Des études ont montré que des espèces nettoyantes peuvent ajuster stratégiquement le comportement de triche en fonction du risque associé. Par exemple, les clients prédateurs, qui présentent un coût de triche considérablement élevé, sont moins victimes de comportement de triche. D'un autre côté, les clients non prédateurs présentent un coût de triche moins élevé (car ils ne risquent pas de manger les nettoyeurs) et sont ainsi plus victimes de comportements de tricherie de la part des nettoyeurs . Certaines observations suggèrent que des processus physiologiques peuvent arbitrer la décision des nettoyeurs de passer de la coopération à la tricherie dans les interactions mutualistes. Par exemple, chez le napoléon nettoyant, les changements dans les concentrations de cortisol sont associés à des changements de comportement. Pour des clients de taille plus petite, l'augmentation des niveaux de cortisol dans l'eau conduit à un comportement plus coopératif, tandis que pour les gros clients, le même traitement conduit à un comportement plus malhonnête. Il a été suggéré que le "bon comportement" envers les petits clients permet souvent aux labres d'attirer des clients plus gros qui sont souvent victimes de triche.

### Autres exemples
D'autres modèles de tricherie incluent la grenouille arboricole européenne Hyla arborea. Chez de nombreuses espèces à reproduction sexuée telles que celle-ci, certains mâles peuvent accéder à des partenaires en exploitant les ressources de mâles plus compétitifs. De nombreuses espèces ont des stratégies de reproduction dynamiques qui peuvent évoluer en réponse aux changements de l'environnement. Dans ces cas, plusieurs facteurs contribuent à la décision de basculer d'une stratégie d'accouplement à une autre. Par exemple, chez la grenouille arboricole européenne, un mâle sexuellement compétitif (c'est-à-dire perçu comme attrayant par les femelles) a tendance à coasser fort pour attirer des partenaires. C'est ce qu'on appelle souvent la tactique du "bourgeois" (voir théorie évolutive des jeux). D'un autre côté, un petit mâle qui ne réussirait probablement pas à attirer des partenaires en utilisant la tactique du bourgeois aura tendance à se cacher près de mâles attirants et à tenter d'accéder aux femelles. Dans ce cas, les mâles peuvent accéder aux femelles sans avoir à défendre leurs territoires ou à acquérir des ressources coûteuses supplémentaires (qui servent souvent de base à l'attractivité), comme un coassement qui porte loin dans ce cas. C'est ce que l'on appelle la tactique "parasitaire", où le petit mâle triche efficacement pour accéder aux femelles, en récoltant les avantages de la reproduction sexuelle sans contribuer de façon coûteuse par des ressources qui attirent habituellement les femelles. De tels modèles fournissent des outils précieux pour la recherche visant à établir les contraintes énergétiques et les indices environnementaux impliqués dans la tricherie. Les études montrent que les stratégies d'accouplement sont très adaptables et dépendent de divers facteurs, tels que la compétitivité, les coûts énergétiques impliqués dans la défense du territoire ou l'acquisition de ressources ,.

## Contraintes et contre-mesures

### Conditions environnementales et interactions sociales affectant la tricherie microbienne
Comme de nombreux autres organismes, les bactéries dépendent de l'apport en fer pour leur métabolisme. Cependant, le fer est parfois difficile d'accès dans certains environnements, comme le sol. Certaines bactéries ont développé des sidérophores, des particules chélatrices du fer qui recherchent et ramènent le fer pour les bactéries. Les sidérophores ne sont pas nécessairement spécifiques à son producteur — parfois, un autre individu peut absorber les particules à la place de leur producteur. Pseudomonas fluorescens est une bactérie que l'on trouve couramment dans le sol. Dans des conditions pauvres en fer, P. fluorescens produit des sidérophores, en particulier de la pyoverdine, pour récupérer le fer nécessaire à sa survie. Cependant, lorsque le fer est facilement disponible, que ce soit parce qu'il diffuse librement dans l'environnement ou à partir des sidérophores d'une autre bactérie, P. fluorescens cesse d'en produire, lui permettant de consacrer son énergie à sa croissance. Une étude a montré que lorsque P. fluorescens se développait en association avec Streptomyces ambofaciens, une autre bactérie qui produit le sidérophore coelichine, aucune pyoverdine n'a été détectée. Ce résultat suggère que P. fluorescens a cessé la production de sidérophore en faveur de l'absorption de coelichine liée au fer, une association également connue sous le nom de piratage de sidérophore.
Cependant, d'autres études ont suggéré que le comportement de tricherie de P. fluorescens pourrait être supprimé. Dans une autre étude, deux souches de P. fluorescens ont été étudiées dans le sol, leur environnement naturel. Une souche, dénommée productrice, a produit un niveau plus élevé de sidérophores, ce qui signifie que l'autre souche, appelée non productrice, a cessé la production de sidérophores au profit de l'utilisation des sidérophores de l'autre. Bien que l'on puisse s'attendre à ce que la non-productrice surpasse la productrice, comme dans l'association entre P. fluorescens et S. ambofaciens, l'étude a démontré que la non-productrice n'était pas en mesure de le faire dans les conditions du sol, ce qui suggère que les deux souches pourraient coexister. D'autres expériences ont suggéré que cette prévention de la triche pourrait être due à des interactions avec d'autres microbes influençant la relation ou la structure spatiale du sol, empêchant ainsi la diffusion du sidérophore et donc limitant la capacité de la non-productrice à exploiter les sidérophores de la productrice.

### Pression de sélection chez les bactéries (intraspécifiques)
Par définition, les individus trichent pour obtenir des avantages que leurs homologues non tricheurs ne reçoivent pas. Comment alors un système coopératif peut-il exister face à ces tricheurs ? Une réponse est que les tricheurs auraient en fait une valeur sélective réduite par rapport aux non-tricheurs. Dans une étude de Dandekar et al., les chercheurs ont examiné les taux de survie des populations de bactéries tricheuses et non tricheuses (Pseudomonas aeruginosa) dans diverses conditions environnementales. Ces micro-organismes, comme de nombreuses espèces de bactéries, utilisent un système de communication cellule-cellule appelé quorum sensing qui détecte leur densité de population et provoque la transcription de diverses ressources en cas de besoin. Dans cet exemple, les ressources sont des protéases partagées publiquement qui décomposent une source de nourriture comme la caséine, et l'adénosine hydrolase utilisée de façon privée, qui décompose une autre source de nourriture, l'adénosine. Le problème se pose lorsque certains individus ("tricheurs") ne répondent pas à ces signaux de quorum sensing et ne contribuent donc pas à la production coûteuse de protéases tout en bénéficiant des avantages des ressources en panne.
Lorsque les populations de P. aeruginosa sont placées dans des conditions de croissance où la coopération (et la réponse au quorum sensing) sont coûteuses, le nombre de tricheurs augmente et les ressources publiques sont épuisées, ce qui peut conduire à une tragédie des biens communs. Cependant, lorsque les populations de P. aeruginosa sont placées dans des conditions de croissance avec une proportion d'adénosine suffisante, les tricheurs sont supprimés parce que les bactéries qui répondent au quorum sensing produisent alors de l'adénosine hydrolase qu'elles utilisent en privé pour elles-mêmes pour digérer la source alimentaire d'adénosine. Dans les populations sauvages où la présence d'adénosine est courante, cela expliquerait la façon dont les individus qui coopèrent pourraient avoir une meilleure condition physique que ceux qui trichent, supprimant ainsi les tricheurs et maintenant la coopération.

### Maintien de l'ordre/punition chez les insectes
La tricherie est également courante chez les insectes. Les communautés sociales et altruistes en apparence que l'on trouve chez les insectes tels que les fourmis et les abeilles offrent aux tricheurs de nombreuses opportunités de profiter du système et d'en tirer des avantages supplémentaires aux dépens de la communauté.

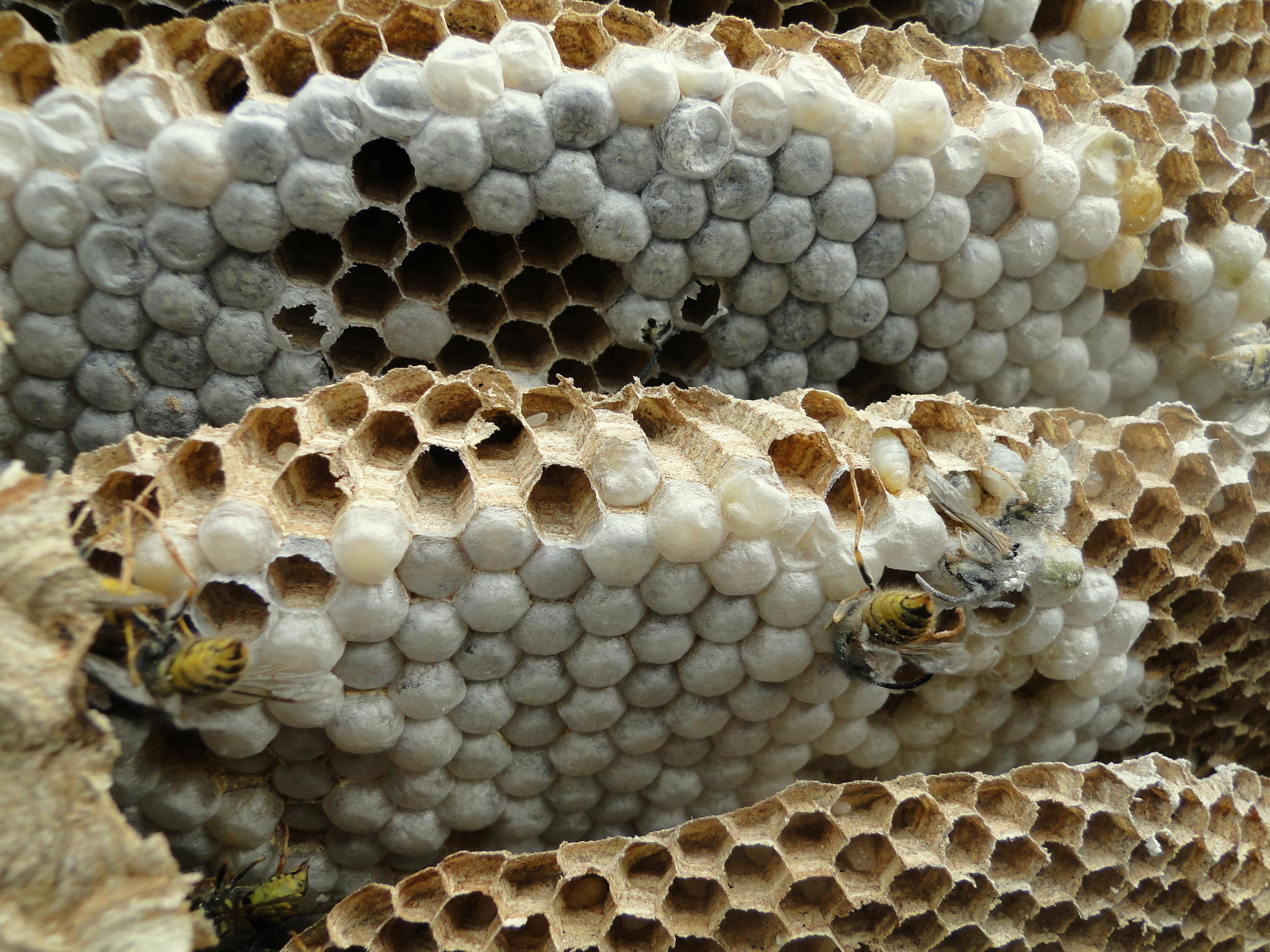
Nid de guêpe, avec quelques larves.

Parfois, une colonie d'insectes est appelée "superorganisme" pour sa capacité à prendre en charge des propriétés supérieures à celles de la somme des individus. Une colonie d'insectes dans laquelle différents individus sont spécialisés pour des tâches spécifiques signifie un plus grand accroissement de la colonie et une plus grande efficacité. De plus, sur la base de la théorie de la sélection de parentèle, il est collectivement bénéfique pour tous les individus de la communauté d'avoir la reine qui ponde des œufs plutôt que les ouvrières pondent des œufs. En effet, si les ouvrières pondent des œufs, cela profite à l'ouvrière individuellement, mais le reste des ouvrières est désormais retiré d'un facteur 2 de la progéniture de cet ouvrière. Par conséquent, bien qu'il soit bénéfique pour un individu d'avoir sa propre progéniture, il est collectivement bénéfique que la reine ponde les œufs. Par conséquent, un système de maintien de l'ordre entre ouvrières et reine existe afin de lutter contre les œufs pondus par les ouvrières.
Une forme de maintien de l'ordre se produit par l'oophagie des œufs pondus par les ouvrières, que l'on retrouve chez de nombreuses espèces de fourmis et d'abeilles. Cela pourrait être réalisé par les deux comme par la reine ou par les ouvrières. Dans une série d'expériences menées sur des abeilles (Apis mellifera), Ratneiks & Visscher ont constaté que d'autres ouvrières retiraient efficacement les œufs pondus par les ouvrières pondeuses dans toutes les colonies, que les œufs soient originaires des mêmes colonies ou non. On trouve un exemple de combinaison de maintien de l'ordre entre reine et ouvrières chez les fourmis du genre Diacamma, chez lesquelles des œufs pondus par des ouvrières sont pris par d'autres ouvrières et donnés en nourriture à la reine. En général, les signaux qui identifient les œufs pondus comme appartenant à la reine devraient être probablement incorruptibles, car il doit s'agir d'un signal honnête à maintenir et à ne pas utiliser par les ouvrières qui trichent.
L'autre forme de maintien de l'ordre résulte en l'agression envers les ouvrières pondeuses. Chez une espèce de guêpe arboricole Dolichovespula sylvestris, Wenseleers et al. ont constaté qu'une combinaison de comportement agressif et de destruction des œufs pondus par les ouvrières maintenait un faible nombre d'œufs pondus par les ouvrières. Dans les faits, 91% des œufs pondus par les ouvrières ont été "vérifiés" en une journée. Ils ont également constaté qu'environ 20% des ouvrières pondeuses étaient empêchées de le faire en raison du comportement agressif de la reine et des autres ouvrières envers elles. Les ouvrières et la reine attrapaient l'ouvrière pondeuse et tentaient de la piquer ou de la pousser hors de la cellule. Il en résulte généralement que l'ouvrière retire son abdomen et ne dépose pas ses œufs.

### Maintien de l'ordre/punition chez d'autres organismes

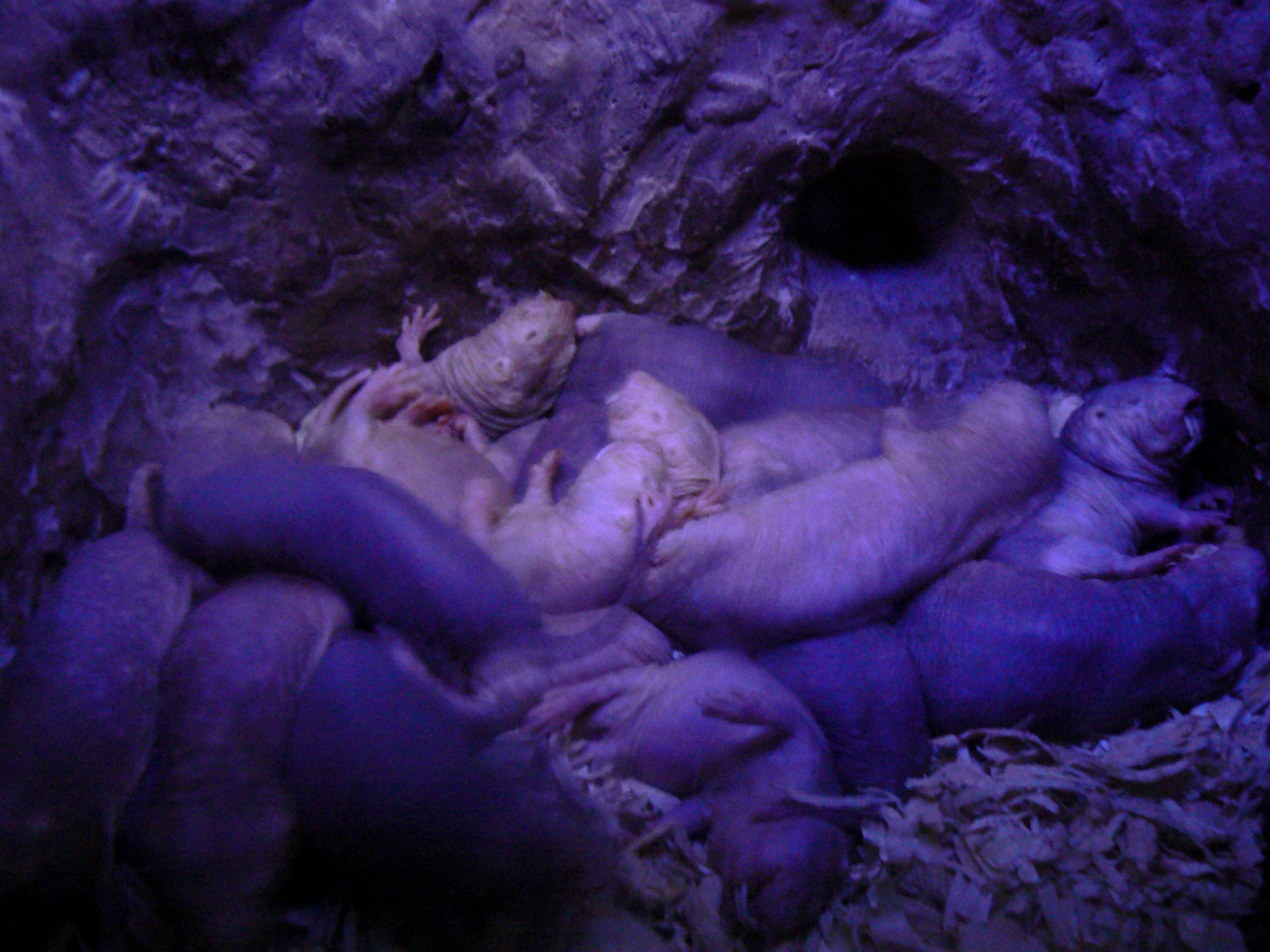
Un nid de rats-taupes nus

L'agression et la punition ne se retrouvent pas seulement chez les insectes. Par exemple, chez les rats-taupes nus, les punitions infligées par la reine sont un moyen pour elle de motiver les ouvriers les plus paresseux et les moins apparentés de leur groupe. La reine bousculerait les ouvriers paresseux, le nombre de poussées augmentant lorsqu'il y a moins d'ouvriers actifs. Reeve a constaté que si la reine est retirée lorsque les colonies sont rassasiées, il y a une baisse significative du poids des travailleurs actifs parce que les travailleurs paresseux profitent du système.
La punition est également une méthode utilisée par les cichlidés Neolamprologues pulcher dans leurs systèmes d'élevage coopératifs. Il s'agit d'un système de "paiement au séjour" où les poissons auxiliaires (ceux qui aident, qui participent activement) sont autorisés à rester dans certains territoires en échange de leur participation active. Comme pour les rats-taupes nus, les aidants qui ont été empêchés de participer, les "auxiliaires inactifs", reçoivent plus d'agressivité que les auxiliaires témoins dans l'étude. Les chercheurs théorisent que ce système s'est développé parce que les poissons ne sont généralement pas étroitement liés (les avantages de la parenté ont donc peu d'impact) et parce qu'il existe un niveau élevé de risque de prédation lorsque le poisson est en dehors du groupe (donc un puissant facteur de motivation pour le poisson auxiliaire à rester dans le groupe).
Les macaques rhésus utilisent également l'agression comme punition. Ces animaux ont cinq cris d'appel distincts qu'ils peuvent "décider" de produire en trouvant de la nourriture. Qu'ils appellent ou non est lié à leur sexe et à leur nombre de parents : les femelles appellent plus souvent et les femelles avec plus de parents appellent plus souvent. Cependant parfois, lorsque la nourriture est trouvée, l'individu ("découvreur") n'appelle pas pour attirer ses proches et, vraisemblablement, pour partager la nourriture. Si des individus de rang inférieur trouvent que ce découvreur se trouve dans la zone de chute de nourriture de l'expérience, ils recrutent un soutien de coalition contre cet individu en hurlant. La coalition formée chasse ensuite cet individu. Si des individus de rang supérieur trouvent ce découvreur, ils chassent le découvreur ou deviennent physiquement agressifs envers lui. Ces résultats montrent que l'agression comme punition est un moyen d'encourager les membres à travailler ensemble et à partager la nourriture lorsqu'elle est trouvée.

### Contre-mesures interspécifiques
La tricherie et les contraintes de la triche ne se limitent pas aux interactions intraspécifiques ; cela peut également se produire dans une relation mutualiste entre deux espèces. Un exemple courant est la relation mutualiste entre le poisson nettoyeur Labroides dimidiatus et les poissons de récif. Bshary et Grutter ont découvert que le lavis nettoyé préfère le mucus tissulaire du client aux ectoparasites. Cela crée un conflit entre le poisson nettoyeur et le poisson de récif, car le poisson de récif ne bénéficie que lorsque le poisson plus propre mange les ectoparasites. D'autres études ont révélé que dans un environnement de laboratoire, le poisson plus propre subit un changement de comportement face aux dissuasifs de ne pas manger sa nourriture préférentielle. Dans plusieurs essais, l'assiette de leur source de nourriture préférentielle a été immédiatement retirée lorsqu'ils l'ont mangée, pour imiter la "fuite du client" dans un cadre naturel. Dans d'autres essais, l'assiette de leur source de nourriture préférentielle a chassé le poisson nettoyeur quand il le mangeait, imitant la "chasse au client" en milieu naturel. Après seulement six essais d'apprentissage, les nettoyeurs ont appris à choisir contre leur préférence, ce qui indique que la punition est potentiellement une contre-mesure très efficace contre la tricherie dans les relations mutualistes.

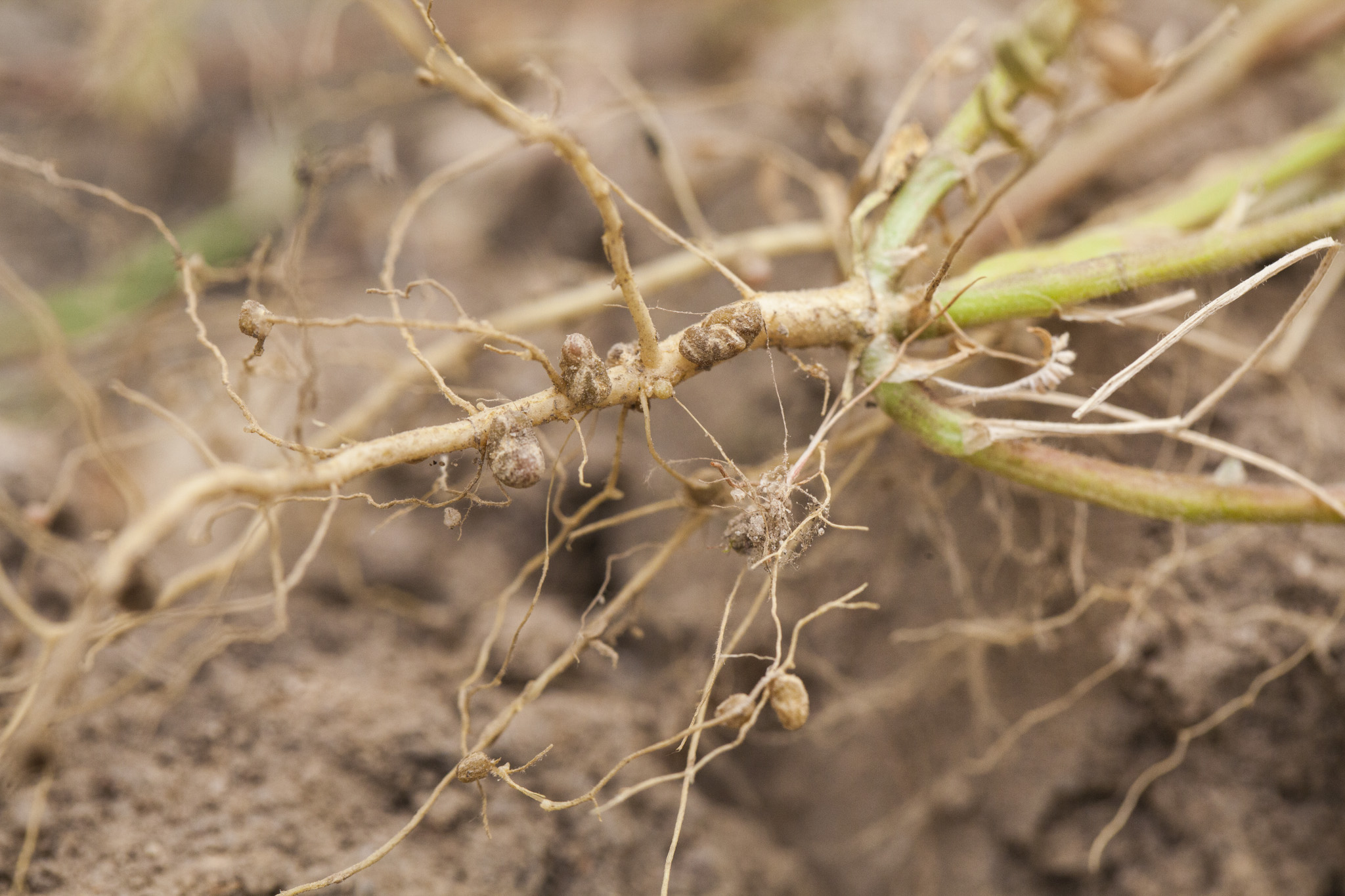
Nodules fixateurs d'azote dans les légumineuses

Enfin, les contre-mesures ne se limitent pas aux relations avec les organismes. West et al. ont trouvé une contre-mesure similaire contre la tricherie dans le mutualisme légumineuses-Rhizobium. Dans cette relation, le Rhizobium, une bactérie fixatrice d'azote, fixe le N2 atmosphérique de l'intérieur des racines des légumineuses, fournissant cette source essentielle d'azote à ces plantes tout en recevant en retour des acides organiques. Cependant, certaines bactéries sont plus mutualistes, tandis que d'autres sont plus parasitaires car elles consomment les ressources de la plante mais fixent peu ou pas de N2. De plus, ces plantes ne peuvent "savoir" si les bactéries sont plus ou moins parasitaires tant qu'elles ne se sont pas installées dans les nodules végétaux. Pour éviter la tricherie, ces plantes semblent pouvoir punir les bactéries Rhizobium. Dans une série d'expériences, les chercheurs ont forcé la non-coopération entre les bactéries et les plantes en plaçant divers nodules dans une atmosphère sans azote. Ils ont constaté une baisse de 50% du succès de reproduction du Rhizobium. West et al. ont créé un modèle de légumineuse sanctionnant les bactéries et émettent l'hypothèse que ces comportements existent pour stabiliser les interactions mutualistes.
Un autre exemple bien connu d'interaction plante-organisme se produit entre les yuccas et les teignes du yucca. Les femelles du yucca déposent leurs œufs un par un sur la fleur de yucca. Dans le même temps, elles déposent également une petite quantité de pollen provenant des fleurs de yucca comme nutrition pour les papillons de yucca. Parce que la plupart du pollen n'est pas consommé par la larve, les teignes du yucca sont donc également les pollinisateurs actifs de la plante de yucca. De plus, parfois, les femelles ne déposent pas leurs œufs avec succès la première fois et peuvent réessayer encore et encore. La plante de yucca reçoit des cicatrices de ces multiples tentatives, mais également plus de pollen, car les papillons déposent du pollen à chaque essai.
La "tricherie" se produit parfois lorsque la teigne du yucca dépose trop d'œufs dans une même plante. Dans ce cas, la plante de yucca a peu ou pas d'avantages de cette interaction. Cependant, la plante a une façon unique de limiter ce comportement. Alors que la contrainte contre la triche se produit souvent directement à l'individu, dans ce cas, la contrainte se produit à la progéniture de l'individu. La plante de yucca peut "avorter" les papillons en avortant les fleurs. Pellmyr & Huth ont constaté qu'il existe une maturation sélective pour les fleurs qui ont une faible charge d'oeufs et un nombre élevé de cicatrices (et donc une grande quantité de pollen). De cette façon, il y a une sélection contre les "tricheurs" qui essaient d'utiliser la plante de yucca sans fournir les avantages de la pollinisation.